# Les Brenets
Les Brenets är en ort i kommunen Le Locle i kantonen Neuchâtel i Schweiz. Den ligger cirka 19 kilometer nordväst om Neuchâtel, nära gränsen till Frankrike. Orten har 1 006 invånare (2021).
Orten var före den 1 januari 2021 en egen kommun, men inkorporerades då in i kommunen Le Locle.